# Forward Without Motion
Forward Without Motion är det amerikanska death metal-bandet Vehemences fjärde studioalbum, utgivet 23 oktober 2015 av skivbolaget Battleground Records.

## Låtlista
1. "I Don't Want to Look Inside" – 7:08
2. "Imagining the Loss" – 5:38
3. "Murdered by the Earth" – 8:24
4. "Jim the Prophet" – 5:26
5. "In the Shadows We Dwell" – 4:58
6. "A Dark Figure in the Distance" – 8:16
7. "It's All My Fault" – 3:25
8. "She Fucks like She's Alive" – 6:58
9. "There Are So Many Reasons to Give Up on Religion" – 6:13

Text: Nathan Gearhart
Musik: Bjorn Dannov (spår 1–4, 6, 8, 9), Jacob Green (spår 3, 5), Kyle Moeller (spår 7)

## Medverkande
Musiker (Vehemence-medlemmar)
- Bjorn Dannov – gitarr, keyboard
- Nathan Gearhart – sång
- Mark Kozuback – basgitarr, bakgrundssång
- Andy Schroeder – trummor
- Kyle Moeller – gitarr

Produktion
- Bjorn Dannov – producent, ljudtekniker
- Kyle Moeller – producent, ljudtekniker, ljudmix, mastering
- Byron Filson – ljudtekniker
- Jacob Green – ljudtekniker
- Matt Martinez – omslagsdesign
- Hal Rotter – omslagskonst